# Stuckenia bottnicus
Stuckenia bottnicus är en nateväxtart som först beskrevs av Hagstr., och fick sitt nu gällande namn av J. Holub. Stuckenia bottnicus ingår i släktet snärpnatar, och familjen nateväxter. Inga underarter finns listade.